# Río Guapi
Der Río Guapi ist ein etwa 132 km langer Zufluss des Pazifischen Ozeans im Südwesten von Kolumbien.

## Flusslauf
Der Río Guapi entspringt in der kolumbianischen Westkordillere auf einer Höhe von etwa 1000 m. Er fließt anfangs in westlicher Richtung. Nach etwa 15 km erreicht er das westkolumbianische Küstentiefland. Ab Flusskilometer 100 wendet sich der Río Guapi nach Norden. Er weist im Mittel- und Unterlauf zahlreiche Flussschlingen auf. Er nimmt die von Osten kommenden Nebenflüsse Río Pilpe und Río Anapanchi auf. Bei Flusskilometer 40 trifft der Río Napi von Osten kommend auf den Río Guapi. Bei Flusskilometer 29 zweigt ein Mündungsarm nach Norden ab. Dieser spaltet sich nochmals in zwei Arme auf, wobei der rechte Arm in dieselbe Bucht mündet wie der weiter nördlich verlaufende Río Guajuí. Der Hauptmündungsarm wendet sich nach Westen. 15 km oberhalb der Mündung befindet sich die Stadt Guapi am linken Flussufer. Anschließend bildet der Fluss einen großen Bogen, bevor er schließlich ins Meer mündet. An der Mündung verläuft die Grenze zwischen den Departamentos Nariño und Cauca.

## Einzugsgebiet und Hydrologie
Das Einzugsgebiet des Río Guapi umfasst eine Fläche von etwa 2200 km². Es liegt innerhalb des Gemeindegebietes von Guapi. Die südliche und westliche Wasserscheide bildet die Grenze zum Departamento de Nariño. Das Einzugsgebiet des Río Guapi grenzt im Norden an das Einzugsgebiet des Río Guajuí und des Río Timbiquí, im Süden und Westen an das des Río Iscuandé. Der mittlere Abfluss beträgt 357 m³/s.